# Rómenna
Rómenna (‘hacia el este’ en quenya) es un puerto ficticio descrito en el legendarium
del escritor británico J. R. R. Tolkien, que aparece en sus novelas El Silmarillion y Cuentos inconclusos. Durante su esplendor superó los cien mil habitantes

## Etimología y significado
Rómenna significa ‘hacia el este’ en quenya: Rómen significa ‘Este’ y -nna es un sufijo de movimiento que indica ‘hacia’.

## Ubicación
El puerto de Rómenna se encuentra en la región de Arandor. El puerto se encontraba ubicado al sur del estuario del río Rómenna, que desembocaba en la bahía de Rómenna. La carretera principal de Númenor se construyó desde Rómenna a Andúnië, atravesando Armenelos, Meneltarma y Ondosto.

## Historia ficticia
Rómenna fue el mayor puerto de Númenor, donde se construyeron grandes astilleros, atrayendo por ello a la mayoría de carpinteros cualificados. Vëantur, el marino, tenía una casa con muelle propio en la ciudad y Aldarion, su nieto, visitaba con frecuencia el puerto, donde atracaba sus barcos y visitaba a su abuelo.

[...] en la orilla austral del estuario de Rómenna. Esa casa tenía su propio muelle, en el que había anclados muchos pequeños barcos, pues Vëantur nunca viajaba por tierra si podía hacerlo por mar; y allí, de niño, aprendió Aldarion a remar, y más adelante a manejar las velas. Y era todavía muy joven cuando ya capitaneaba un barco de muchos tripulantes y navegaba de puerto a puerto [...]
— Tolkien, 1998, «Aldarión y Erendis. La esposa del marino»

Se dice que el mismo Aldarion escribió crónicas de todos sus viajes a la Tierra Media, y se preservaron largo tiempo en Rómenna, aunque después se perdieron.
El rey Tar-Meneldur cerró los astilleros de Rómenna durante una disputa con su hijo Aldarion, que se declaró en rebeldía. El rey le quitó los poderes que le había concedido, como señor de las naves y los puertos de Númenor; e hizo que se cerrara el Gremio de los Aventureros, situado en el barco Eämbar.
Los astilleros fueron reabiertos en el 843 de la Segunda Edad del Sol y Aldarion reparó y amplió el puerto. Erendis, esposa de Aldarion, murió ahogada en Rómenna en el año 985.
Isildur robó el fruto de Nimloth, pero tuvo que luchar para escapar con el y alcanzar, a duras penas, Rómenna. Allí dejó el fruto en manos de Amandil antes de que las fuerzas le faltaran. Luego el fruto se plantó en secreto y fue bendecido por Amandil; y un vástago salió de él y brotó en la primavera.
Durante el oscuro reinado del rey Ar-Gimilzôr (3102-3175), muchos de los Fieles de Númenor se vieron obligados a trasladarse de Andúnië a Rómenna. Cuando Númenor fue destruida en el año 3319, los Fieles, liderados por Elendil, tomaron varios barcos en Rómenna y escaparon a la Tierra Media.